# 繆樸
繆樸（1412年—？），字尚質，直隸蘇州府常熟縣人，軍籍，明朝政治人物。同進士出身。

## 生平
景泰元年（1450年）庚午科應天府鄉試第一百二十四名。景泰二年（1451年）聯捷辛未科會試第一百五十四名，殿試登進士第三甲第六十五名。官至南京刑部郎中，年逾六十辞归。

## 家族
曾祖父繆行之。祖父繆履道。父亲繆原善。